# Последнее, что он сказал мне
«Последнее, что он сказал мне» (англ. The Last Thing He Told Me) — американский телесериал, созданный Дэйвом и Джошем Сингером. Сюжет основан на одноимённом романе Лоры Дэйв. Главную роль исполнила Дженнифер Гарнер. Премьера состоялась 14 апреля 2023 года на Apple TV+.

## Сюжет
Ханна должна наладить отношения со своей шестнадцатилетней падчерицей Бейли, чтобы узнать правду о том, почему её муж таинственно исчез.

## В ролях
- Дженнифер Гарнер — Ханна
- Энгуари Райс — Бейли
- Николай Костер-Вальдау — Оуэн
- Аиша Тайлер — Джулс
- Джефф Сталтс — Джейк
- Джон Харлан Ким — Бобби
- Аугусто Агилера — Грейди
- Дэвид Морс
- Виктор Гарбер

## Производство
В преддверии выхода романа 4 мая 2021 года, права на экранизацию были выкуплены компанией Hello Sunshine. Вскоре после этого, в партнерстве с 20th Television, Hello Sunshine выставила проект на продажу. Компания Apple, в результате конкурентной борьбы, выкупила права и заказала производство сериала. Лора Дэйв, автор романа, напишет адаптированный сценарий, а Оливия Ньюман станет режиссёром.
В январе 2021 года Джулия Робертс должна была исполнить главную роль. В ноябре 2021 года Дженнифер Гарнер заменила Робертс в главной роли и продюсера. Энгуари Райс была присоединилась к актёрскому составу в апреле 2022 года, а Николай Костер-Вальдау, Айша Тайлер, Джефф Сталтс, Джон Харлан Ким и Аугусто Агилера присоединились в мае.
Съёмки сериала начались 3 мая 2022 года.

## Отзывы и оценки
На сайте Rotten Tomatoes фильм имеет рейтинг 42 % основанный на 33 отзывах, со средней оценкой 5.2/10.